# Microscópio petrográfico

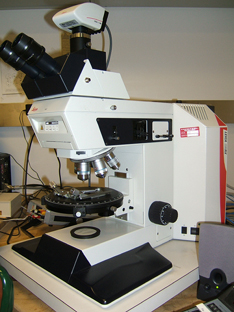
Microscópio de luz incidente Leica DMRX com platina mecânica e contador de pontos automático Swift E para análise da composição orgânica de amostras de rochas e carvão.

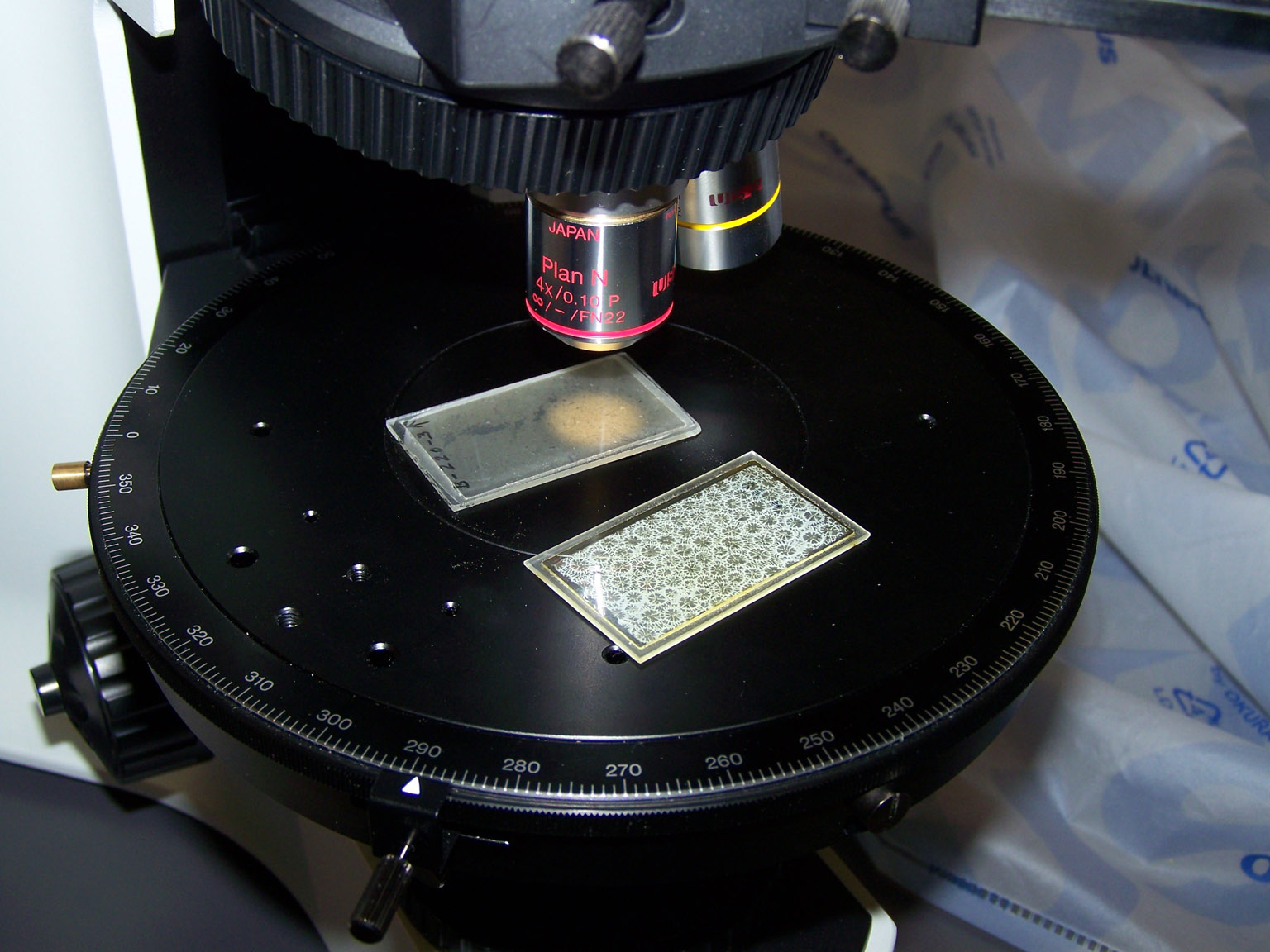
Lâminas delgadas sob o microscópio.

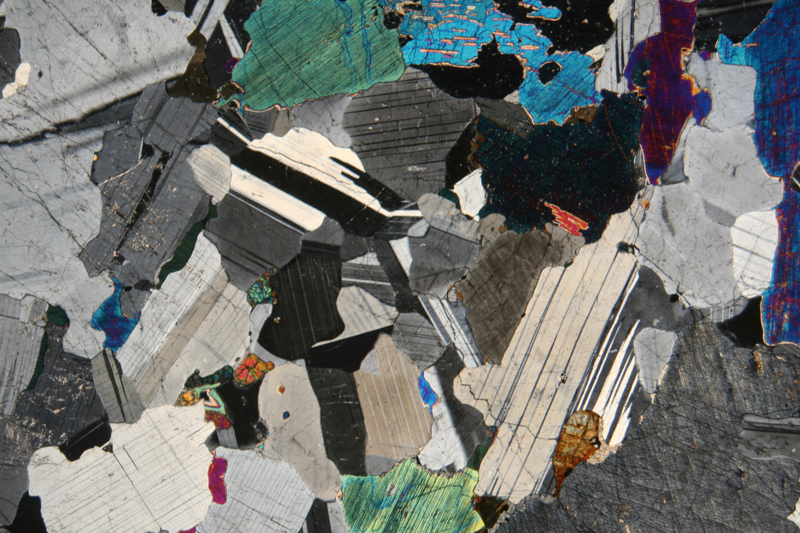
Microfotografia de uma lâmina delgada de gabro.

Um microscópio petrográfico ou microscópio de luz polarizada é um tipo de microscópio óptico usado em petrografia (um ramo da petrologia) e mineralogia óptica para identificar rochas ou minerais em lâminas delgadas.
Dependendo das necessidades de observação, os microscópios petrográficos são derivados de microscópios convencionais de capacidades básicas semelhantes, através de:
- adição de um aparelho polarizador ao sistema de iluminação;
- substituição da platina normal por uma platina rotativa (tipicamente graduada com nónio para leitura das orientações com precisão superior a um grau);
- adição de um segundo aparelho polarizador rotátil e removível entre a objetiva e a ocular.

O uso de um polarizador permite a observação sob luz polarizada simples, enquanto que o uso de dois polarizadores permite a análise sob luz polarizada cruzada. Para a observação da figura biaxial de minerais uniaxaiais e biaxiais produzida sob luz polarizada convergente, os microscópios petrográficos permitem a adição de lentes, ou a remoção da lente da ocular e a desfocagem deliberada.
Além das modificações ao sistema óptico do microscópio, os microscópios petrográficos permitem a inserção de filtros especialmente cortados e orientados de minerais biaxiais (cunha de quartzo, placas de mica de quarto de onda e de meia onda), no conjunto óptico entre os polarizadores para identificar birrefringência positiva e negativa.